# Benzylbromid
Benzylbromid je organická sloučenina se vzorcem C6H5CH2Br. Jedná se o bezbarvou kapalinu, se slzotvornými účinky, používanou v organické chemii k připojování benzylových skupin.

## Příprava a struktura
Benzylbromid lze získat radikálovou bromací toluenu:
Struktura látky byla zjištěna pomocí elektronové difrakce.

## Použití
Benzylbromid se používá v organické syntéze, kde slouží k připojování benzylové skupiny v případech, kdy levnější benzylchlorid není dostatečně reaktivní. Benzylace často probíhá za přítomnosti katalytického množství jodidu sodného, který přímo na místě vytváří reaktivnější benzyljodid. Benzylová skupina se v některých případech používá jako chránicí skupina u alkoholů a karboxylových kyselin.